# Sportåret 1852

## Händelser

### Baseboll
- Okänt datum – Eagle Ball Club i New York publicerar klubbens spelregler.[1]

### Boxning

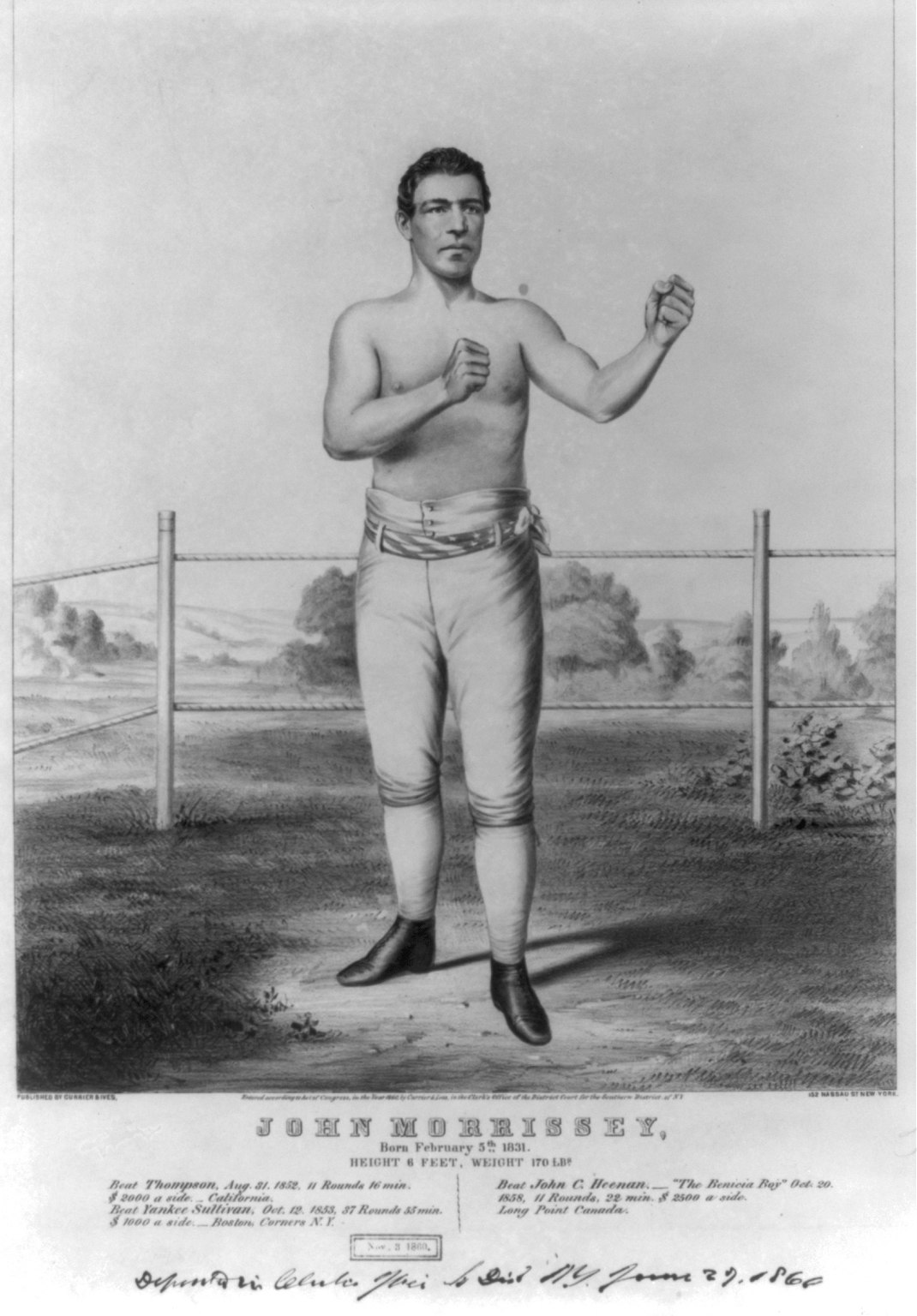
John Morrissey.

- Harry Broome behåller den engelska mästerskapstiteln i tungvikt, men inga matcher finns registrerade för honom under året.[2]

- 29 juni – Tom Sayers besegrar Jack Grant i Mildenhall. Matchen varar i två och en halv timme över 64 ronder.[3]

- 31 augusti – John Morrissey besegrar George Thompson i Mare Island och gör anspråk på den vakanta amerikanska mästerskapstiteln i tungvikt (vilket även Yankee Sullivan gör[4]). Matchen varar i 16 minuter över elva ronder.[5]

### Cricket
- Okänt datum – Nottinghamshire CCC och Sussex CCC vinner County Championship (en inofficiell titel fram till 1890, då de första officiella mästarna koras).

### Rodd
- 3 april – Oxford vinner universitetsrodden över Cambridge. Ställningen är därmed 7–4 till Cambridge.[6]

- 3 augusti – Harvard–Yale Regatta, en tävling mellan universiteten Harvard och Yale, hålls för första gången på Winnipesaukeesjön i New Hampshire och vinns av Harvard.[7]

### Schack
- Okänt datum – Adolf Anderssen besegrar Jean Dufresne, eventuellt i Berlin[8], i vad som efteråt får namnet "Det städsegröna partiet".[9]

## Födda

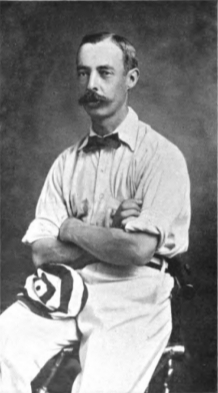
James Dwight.

- 9 mars – Mary Outerbridge, amerikansk tennispionjär[10].

- 17 april – Cap Anson, amerikansk basebollspelare[11].

- 14 juli – James Dwight, amerikansk tennisspelare[12].

## Avlidna
- 15 oktober – Friedrich Ludwig Jahn, preussisk gymnastikutvecklare[13].